# Carol Browner
Carol Martha Browner (Miami, 16 de diciembre de 1955) es una abogada, ambientalista y empresaria estadounidense, directora de la Oficina de Política Energética y Cambio Climático de la Casa Blanca durante la Administración de Barack Obama de 2009 a 2011. Anteriormente se había desempeñado como administradora de la Agencia de Protección Ambiental (EPA) durante la Administración de Bill Clinton, entre 1993 y 2001. Actualmente trabaja como Consejera Sénior en Albright Stonebridge Group, una compañía de estrategia empresarial global.
Browner nació y creció en Florida y se licenció en la Facultad de Derecho de la Universidad de la Florida. Luego de trabajar para la Cámara de Representantes de ese estado, se vinculó con el grupo activista Citizen Action en Washington D. C. Más tarde se convirtió en asistente legislativa de los senadores Lawton Chiles y Al Gore, y dirigió el Departamento de Regulación Medioambiental de Florida de 1991 a 1993, convirtiéndolo en uno de los departamentos más activos del gobierno estatal.
Ha sido la administradora que más tiempo ha ocupado dicho cargo en la historia de la EPA, durante los dos mandatos de la presidencia de Clinton. Durante su gestión, reorganizó la estructura de ejecución de la agencia y supervisó dos nuevos programas diseñados para crear asociaciones flexibles con la industria como alternativa a la regulación tradicional. Puso en marcha un programa de gestión de terrenos contaminados en zonas urbanas, tomó la iniciativa dentro de la administración en la defensa de las leyes y presupuestos medioambientales existentes y se encargó de impulsar un estricto endurecimiento de las normas de calidad del aire, que dio lugar a una prolongada batalla política y legal.
Cofundó Albright Group y de Albright Capital Management en 2001, y formó parte de varios consejos de administración y comités relacionados con cuestiones medioambientales. Durante su labor en la administración Obama se ganó el apodo de «zarina de la energía» o «zarina del clima». Sus esfuerzos por conseguir la aprobación en el Congreso de una legislación integral sobre el clima y la energía fueron en vano, pero asumió un papel destacado en la respuesta del gobierno federal al derrame de petróleo de BP Deepwater Horizon en 2010. Dejó su puesto en 2011 y el propio cargo fue suprimido poco después; tras ello, se reincorporó al grupo fusionado Albright Stonebridge, siguió participando activamente en varios consejos de organizaciones ecologistas, se incorporó a los consejos de algunas empresas relacionadas con la energía y la agricultura y se convirtió en defensora de la energía nuclear en respuesta a los peligros del calentamiento global.

## Primeros años y educación

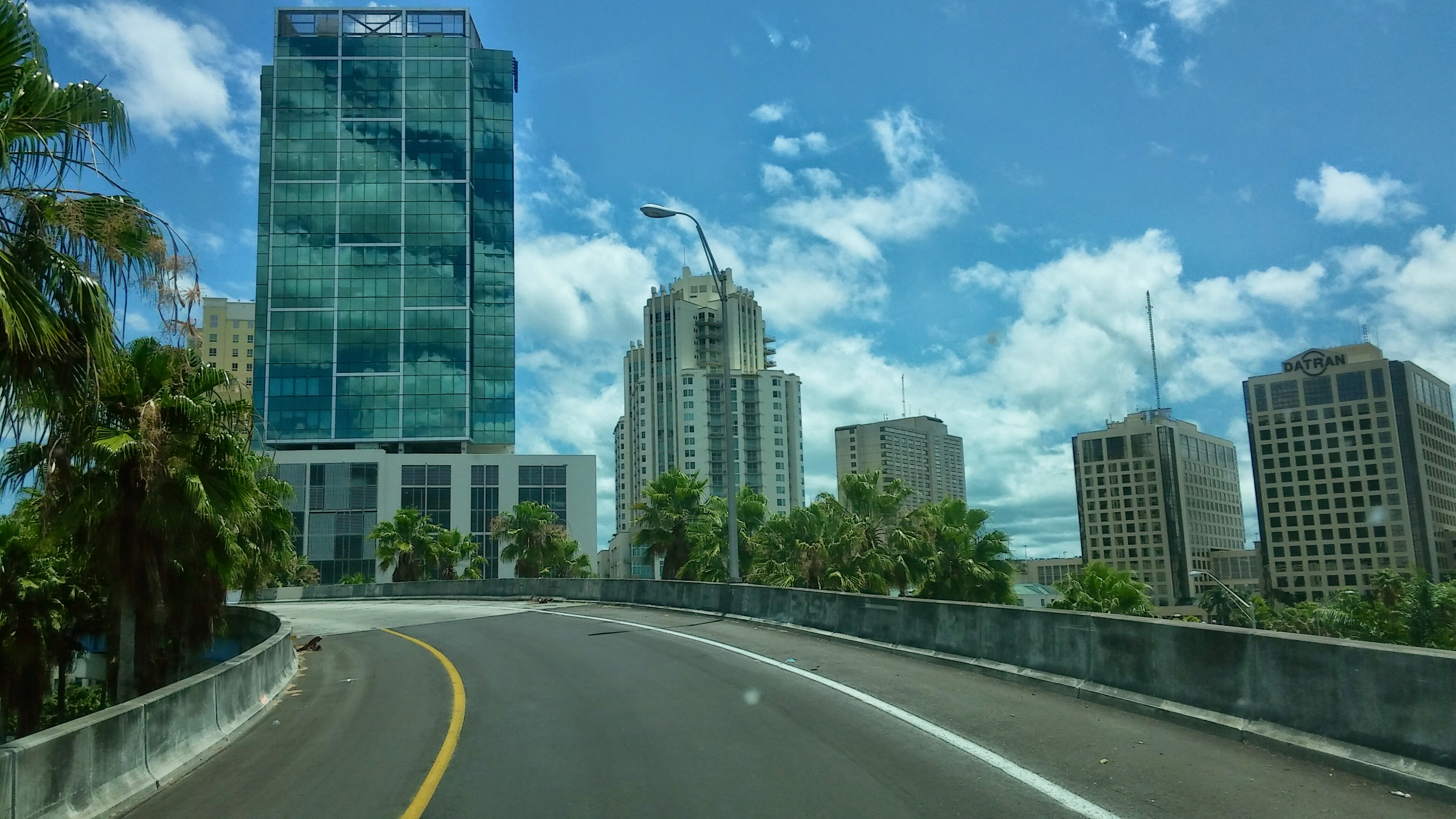
Browner creció en la ciudad de South Miami (en la imagen), donde tuvo la oportunidad de visitar constantemente los Everglades cercanos.

Nacida en Miami, Florida el 16 de diciembre de 1955, Browner es hija de Isabella Harty-Hugues y Michael Browner, ambos profesores del Miami Dade Community College, en ciencias sociales e inglés respectivamente. Creció en la ciudad de South Miami, y sus caminatas por los cercanos Everglades —a sólo un paseo en bicicleta de su casa— le proporcionaron una estrecha conexión con la naturaleza: «Me formó mucho crecer en ese tipo de entorno en el que la naturaleza estaba justo ahí».
Cursó un bachillerato universitario en letras en la Universidad de la Florida en 1977, y dos años después se licenció en Derecho en la Facultad de Derecho de la misma institución.

## Primeros años de carrera
Entre 1980 y 1981, Browner trabajó como asesora general del Comité de Operaciones Gubernamentales de la Cámara de Representantes de Florida, donde ayudó a revisar el Programa de Conservación y Tierras Recreativas del estado. En 1983 se trasladó a Washington D. C. y trabajó como directora asociada del grupo nacional Citizen Action, una organización de activismo medioambiental. Ese mismo año conoció a Michael Podhorzer, especialista en temas sanitarios del grupo, con quien se casó en 1987 y se mudó a Takoma Park, Maryland. La pareja tuvo un hijo llamado Zachary, nacido en 1987.
Entre 1986 y 1988 se desempeñó como asistente legislativa en jefe del senador demócrata por Florida, Lawton Chiles. En ese puesto, trabajó en una compleja negociación para ampliar la Reserva Nacional del Gran Ciprés, así como en la prohibición de perforaciones en alta mar cerca de los Cayos de la Florida. En 1989 fue asesora jurídica de la Comisión de Energía y Recursos Naturales del Senado. No era reacia a la investigación sobre el terreno, y en una ocasión se sumergió en estado de embarazo en aguas costeras para realizar labores investigativas.
De 1988 a 1991 trabajó como directora legislativa para el senador Al Gore, con quien tuvo bastante cercanía y compartió proyectos a futuro. Asimismo, ayudó a preparar enmiendas a la Ley de Aire Limpio y dirigió al personal legislativo de Gore.

## Secretaria de Regulación Medioambiental de Florida
Como Secretaría de Regulación Medioambiental, Browner dirigió el Departamento de Regulación Medioambiental de Florida de 1991 a 1993, mientras residía en Tallahassee. En ese entonces, el departamento era la tercera mayor agencia estatal de ese tipo del país, con 1 500 empleados y un presupuesto de unos 650 millones de dólares. De acuerdo con Keith Schnedier de The New York Times, Browner se encargó de «revitalizar el desmoralizado departamento» y convertirlo en «uno de los más activos del gobierno del estado de Florida», además de reducir el tiempo que tardaba el organismo en examinar los permisos de urbanización de zonas afectadas por humedales y de plantas de fabricación. Esto generó molestias en algunos ecologistas, quienes pensaban que la agilización de los procedimientos tenía un efecto negativo en el control público.
Browner impulsó la paralización de la construcción de nuevas plantas de residuos peligrosos e incineradoras de desechos municipales, alegando que no se conocían suficientemente las consecuencias para la salud y el medio ambiente de estas prácticas. Intermedió en un acuerdo con Walt Disney World que le permitiría construir en humedales de su propiedad, a cambio de 40 millones de dólares destinados a la restauración de humedales cercanos en peligro. De igual manera, convenció a Chiles, quien ya era gobernador en ese momento, para que negociara un acuerdo en un pleito federal sobre los daños causados al Parque Nacional de los Everglades y obligara a la industria azucarera de Florida a sufragar gran parte del coste de 1 000 millones de dólares. El director de la mayor asociación empresarial de Florida la describió: «[Browner] abre la puerta de una patada, lanza una granada de mano y entra a disparar a quien quede. No le gusta comprometerse. Sin embargo, ha hecho un buen trabajo. La gente se queja más de sus formas que de sus resultados».

## Administradora de la EPA

### Nombramiento y confirmación
Tras las elecciones presidenciales de 1992, Browner se convirtió en directora de transición del Vicepresidente Gore. El 11 de diciembre de 1992, el presidente electo Bill Clinton la eligió para dirigir la Agencia de Protección Ambiental (EPA). Aunque Clinton y Gore habían criticado durante la campaña el compromiso de la administración de George H. W. Bush con la protección del medio ambiente, la elección de Browner —a quien The Washington Post describió como una persona «con la mente y la formación de una legisladora, pero con el alma de una activista»— fue considerada un indicio de que el fuerte ecologismo de Gore se había impuesto sobre la mentalidad más proempresarial de Clinton. Este último manifestó en su autobiografía que no la conocía, pero que Chiles la había recomendado encarecidamente y que Gore le había solicitado personalmente su nombramiento. Bill Turque, biógrafo de Gore, manifestó en su libro Inventing Al Gore que la elección de Browner y de otros funcionarios que él mismo recomendó ayudaron a consolidar la posición del vicepresidente dentro de la administración. En las audiencias de confirmación ante el Comité de Medio Ambiente y Obras Públicas del Senado de Estados Unidos, Browner se mostró pragmática y disipó los temores de que estuviera excesivamente influida o vinculada a Gore. El Senado confirmó su nombramiento por unanimidad el 21 de enero de 1993.
Regresó con su esposo a Takoma Park, Maryland, donde él siguió vinculado laboralmente con Citizen Action. El objetivo de Browner era, según sus propias palabras, «dejar un mundo un poco mejor», por lo que puso en marcha en su hogar diversas prácticas para favorecer el medio ambiente. Al no haber recurrido a los servicios de una niñera durante este periodo, logró evitar los inconvenientes suscitados por el «Nannygate».

### Primer cuatrienio

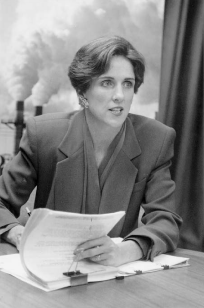
Browner como administradora de EPA.

En la EPA, Browner supervisaba a unos 17 000 empleados y manejaba un presupuesto de 7 000 millones de dólares. Al comienzo de su mandato, tuvo problemas con algunos empleados de la agencia al declarar públicamente que carecía de responsabilidad y disciplina de gestión y que malgastaba el dinero de los contribuyentes. Poco después de asumir el cargo, Browner y sus principales colaboradores, entre ellos el administrador adjunto Steven Herman, reorganizaron varias estructuras de la agencia para crear una Oficina de Cumplimiento de la Normativa. Sin embargo, las oficinas regionales de la EPA dispusieron de flexibilidad para modificar sus propias estructuras, lo que provocó algunos conflictos burocráticos.
Recibió críticas de ambos bandos en cuestiones medioambientales y se enfrentó a muchos ecologistas, quienes se opusieron a su apoyo a la derogación de la cláusula Delaney de 1958 relativa a los niveles permitidos de carcinógenos en los alimentos. Sin embargo, su anuncio en mayo de 1993 de que la EPA impondría una moratoria a la concesión de nuevas licencias a incineradoras y hornos industriales obtuvo el favor de gran parte de los activistas ambientales. A finales de 1993, una iniciativa de Clinton para elevar a la EPA y a Browner a la categoría de ministros no obtuvo el apoyo suficiente en el Congreso. Muchos de sus deseos legislativos quedaron relegados a un segundo plano ante la prioridad del plan de salud de Clinton de 1993.
Cuando el Partido Republicano logró mayoría en el Congreso tras las elecciones de 1994, Browner se puso al frente de la administración Clinton para luchar con éxito contra los esfuerzos de este partido, especialmente en la Cámara de Representantes, por modificar la Ley de Agua Limpia y hacer retroceder otras normativas medioambientales. Sin embargo, logró trabajar de forma bipartidista con los republicanos en la elaboración de enmiendas a la Ley de Agua Potable y en la aprobación de la Ley de Protección de la Calidad Alimentaria. Durante las negociaciones para recortar el presupuesto que rodearon el cierre del gobierno federal en 1995, Browner protegió exitosamente los poderes de revisión y aplicación de la EPA y consiguió aumentar el gasto de la agencia en más de 750 millones de dólares. Su eficacia burocrática ilustra lo que uno de sus principales ayudantes definió como su principal talento: «una concentración extrema en una sola cuestión en la que está completamente segura de tener la razón».

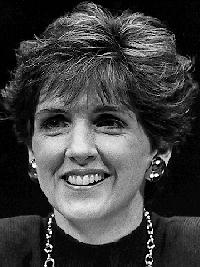
Browner a mediados de la década de 1990.

Dos iniciativas puestas en marcha por la administración Clinton bajo el mandato de Browner formaban parte de su programa de «reinvención del gobierno» y pretendían materializar la noción de contratos medioambientales como forma de ampliar las flexibles asociaciones público-privadas de la EPA, como alternativa a la regulación tradicional. En 1995, el Proyecto XL se diseñó para encontrar soluciones rentables y de sentido común a los problemas medioambientales de cada instalación, mientras que la iniciativa Common Sense de 1994 se centró en proyectos que afectaban a sectores industriales en su totalidad, en lugar de tratar los problemas crisis por crisis y contaminante por contaminante. El Proyecto XL tuvo resultados desiguales, con algunos logros pero con una base jurídica incierta en cuanto a su aplicación y una participación menos activa de lo previsto. La iniciativa Common Sense, que era más ambiciosa y que en cierto modo se parecía a los pactos medioambientales generados en algunos países europeos e incorporaba también los puntos de vista de la justicia medioambiental, mostró limitaciones en algunos ámbitos pero éxitos en las industrias de la impresión y el acabado de metales previo a su conclusión en 1998.
En marzo de 1995, Browner y la EPA fueron acusados por el Subcomité de Reforma Gubernamental y Supervisión de Asuntos Normativos de la Cámara de violar la Ley Federal contra la Obediencia al enviar por fax a varias empresas y grupos de interés público material no solicitado que se oponía al paquete de reformas normativas patrocinado por los republicanos. Browner negó la acusación al afirmar que se trataba de un intento de impedir que se debatiera un posible retroceso de las protecciones sanitarias y medioambientales.
Como administradora de la EPA, puso en marcha el mismo año el programa Brownfields, que facilitó la limpieza de terrenos baldíos y sus instalaciones contaminadas, especialmente en zonas urbanas, mediante la potenciación de los estados, las comunidades y diversas partes interesadas en el desarrollo económico. El programa movilizó más de 1 000 millones de dólares de fondos públicos y privados para la limpieza y creó miles de nuevos puestos de trabajo, al tiempo que permitió dar un uso productivo a propiedades que se encontraban desperdiciadas.

### Segundo cuatrienio
En 1997 logró convencer a Clinton para que apoyara un endurecimiento de las Normas Nacionales de Calidad del Aire Ambiente de la Ley de Aire Limpio en relación con los niveles permitidos de ozono troposférico y de partículas finas de hollín. La decisión se produjo tras meses de revisión pública de las nuevas normas propuestas, que se convirtieron en uno de los debates medioambientales más controvertidos de la década. Hubo una larga y encarnizada discusión interna en el seno de la administración, con la oposición de los asesores económicos del presidente haciéndose eco de las fuertes objeciones de algunos grupos industriales que afirmaban que los costes de las nuevas normas superarían con creces a cualquier beneficio, y que Browner había exagerado el grado de certidumbre de los análisis científicos de la EPA al respecto.
Más de ochenta grupos ecologistas y sanitarios, frustrados por la preferencia de la administración por medidas incrementales de coste mínimo en este ámbito, presionaron a Gore para que adoptara una postura al respecto, pero éste prefirió mantenerse al margen. La firme defensa de Browner a favor de las nuevas normas se llevó a cabo casi en solitario, en reuniones privadas, testimonios en el Congreso y debates públicos, y se produjo ante un silencio de la Casa Blanca que puso en peligro su prestigio dentro de la administración. Algunos colegas fueron más allá y se opusieron a su falta de voluntad para modificar su postura, e incluso sugirieron que fuera despedida por insubordinación.
En última instancia, Gore prestó su apoyo entre bastidores a la nueva normativa, lo que fue un factor clave en la decisión final de Clinton a favor de Browner. The New York Times calificó su actuación como una «notable muestra de bravura burocrática», y la revista Time se refirió a ella durante esta fuerte lucha como «la reina del aire limpio». Tras el anuncio de la decisión, que afectaría a cientos de ciudades y pueblos estadounidenses, Browner manifestó: «Estas nuevas normas proporcionarán nuevas protecciones sanitarias a 125 millones de estadounidenses, incluidos 35 millones de niños».

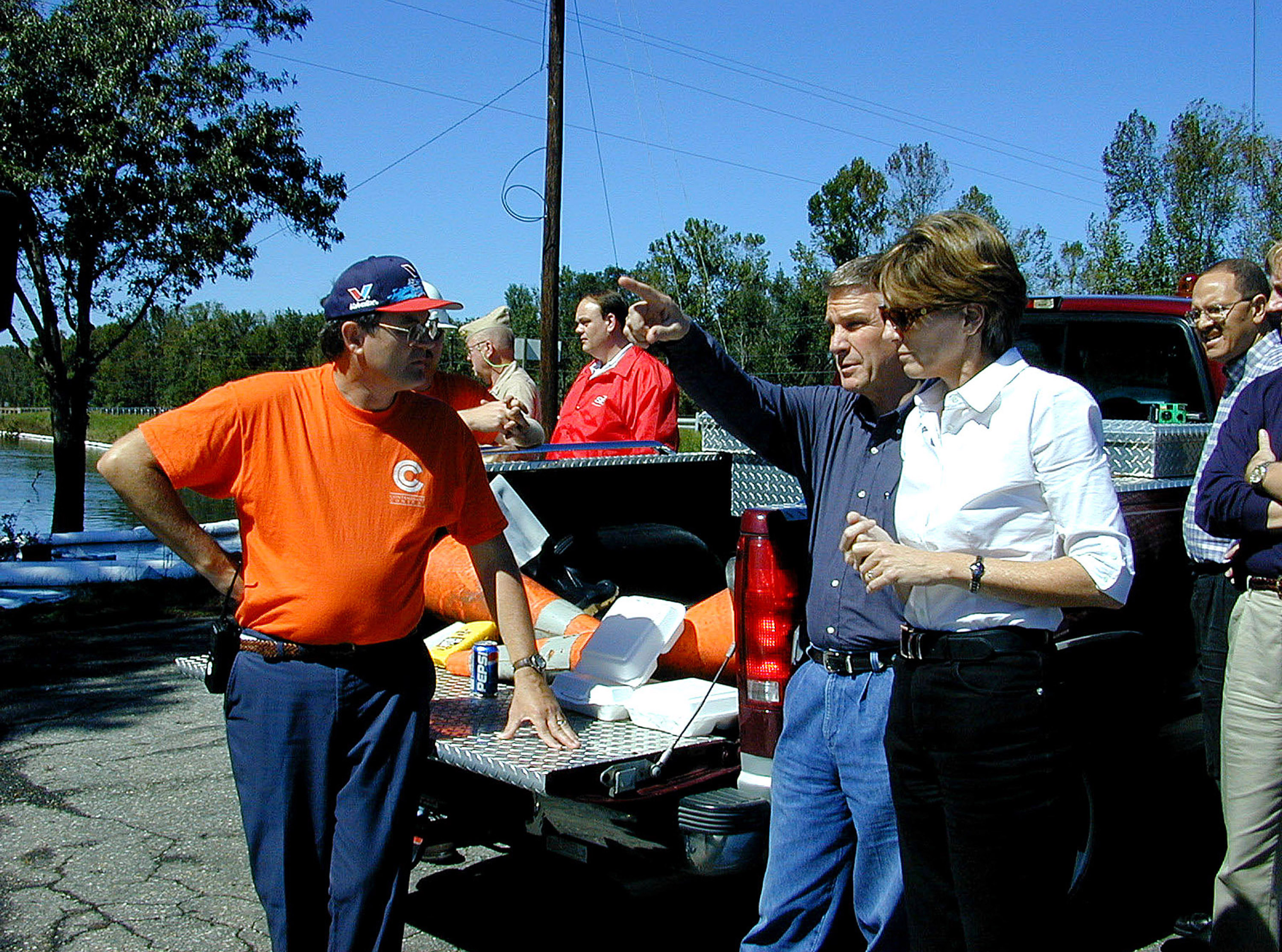
Browner trabajó con James Lee Witt, director de la Agencia Federal de Gestión de Emergencias, y con un equipo HazMat en Kinston, Carolina del Norte, tras las graves inundaciones provocadas por el huracán Floyd en 1999.

La modificación de las normas tuvo que superar la revisión del Congreso, pero el apoyo de los republicanos del noreste, especialmente del senador Al D'Amato, ayudó a compensar a los demócratas que se oponían. La nueva normativa fue impugnada ante los tribunales por grupos industriales por vulnerar el principio de no delegación de la Constitución de Estados Unidos y llegó a la Corte Suprema, cuya sentencia unánime respaldó las medidas de Browner y de la EPA. Browner también tomó medidas contra la contaminación atmosférica causada por los vehículos de motor, promulgando en 1999 normas que por primera vez incluían que los camiones ligeros y los vehículos utilitarios deportivos cumplieran las mismas leyes de emisiones que los automóviles, y que exigirían que el contenido de azufre de la gasolina se redujera en un 90% en cinco años.
Durante su administración, también inició los esfuerzos para hacer frente al calentamiento global, otorgando a la EPA autoridad para regular las emisiones de carbono causantes del cambio climático, aunque bajo la siguiente administración de George W. Bush, la agencia optó por no hacer uso de esa autoridad. Otras políticas suyas también fueron revocadas por el gobierno de Bush.
Mientras desempeñaba su cargo, algunos empleados afroamericanos denunciaron ser víctimas de racismo por parte de una red de «viejos amigos» que dominaban los mandos intermedios de la agencia. La más conocida de estas denuncias fue la de la especialista en política Marsha Coleman-Adebayo, quien en 1997 presentó una demanda contra la EP; en el año 2000, el tribunal declaró a la agencia culpable de discriminación contra Coleman-Adebayo y le concedió una indemnización de 300 000 dólares. Coleman-Adebayo afirmó que Browner permitió que persistieran los problemas en lugar de intentar solucionarlos. En una audiencia celebrada en octubre de 2000 en el Congreso sobre este asunto, Browner subrayó que el número de minorías se había triplicado en los altos cargos de la agencia durante su mandato como administradora, pero fue incapaz de explicar por qué los culpables del caso de Coleman-Adebayo no habían sido despedidos y, en algunos casos, incluso habían sido ascendidos. El descontento del Congreso con la situación y el trato dado por la EPA a Coleman-Adebayo condujo a la aprobación en 2002 de la Ley No-FEAR, que prohíbe a los directivos y supervisores federales incurrir en discriminación y represalias ilegales.
En los últimos días de la administración Clinton, el juez de distrito Royce C. Lamberth ordenó a la EPA que conservara, en virtud de la Ley de Libertad de Información, todos los documentos que pudieran ser relevantes para la publicación de reglamentos de última hora de la EPA. En 2003, Lamberth declaró a la agencia culpable de desacato por no haber conservado los archivos de Browner, pero no la declaró responsable a ella ni a otros funcionarios. Browner declaró que desconocía la orden judicial y que el material informático que había retirado no estaba relacionado con su trabajo.
Durante su mandato en la EPA se volvió impopular entre varios grupos industriales, especialmente de servicios públicos y fabricación pesada, así como entre los conservadores del Congreso, que pensaban que sus políticas ahogaban a las empresas. También se enfrentó en ocasiones al Departamento del Tesoro, y a veces al propio Clinton, que tendía a dar prioridad al crecimiento económico sobre las consideraciones medioambientales. No obstante, Browner fue la administradora que más tiempo estuvo en el cargo en la historia de la agencia, durante los dos mandatos de la presidencia de Clinton, en un puesto en el que suele haber rotación cada tres o cuatro años. Robert W. Collin, autor de un texto de 2005 sobre la agencia, la calificó como «una de las administradoras más hábiles que jamás haya dirigido la EPA», y escribió que era «completamente intrépida en su compromiso con cuestiones medioambientales controvertidas». El propio Clinton declaró posteriormente que Browner había acumulado una larga lista de logros importantes, más allá de la controversia que pudo haber llegado a generar.

## Carrera empresarial
Tras la administración Clinton, Browner cofundó Albright Group, un «grupo de estrategia global» dirigido por la ex secretaria de Estado Madeleine Albright. Como directora, ayudó a empresas y otras organizaciones a afrontar los retos de operar a escala internacional, incluido el cumplimiento de la normativa medioambiental y el cambio climático. Coca-Cola y Merck & Co. han sido algunos de los clientes de dicha asistencia internacional. También fue socia fundadora y directora de Albright Capital Management, una empresa de asesoramiento en inversiones. En 2002 impartió clases en el programa de estudios en el extranjero de su alma mater, ahora denominada Facultad de Derecho Fredric G. Levin.
Browner se casó con el ex congresista Thomas Downey el 21 de junio de 2007 en Riverhead, Nueva York; Downey dirige una empresa de grupos de presión que representa a clientes de la industria energética. En 2006, ambos colaboraron en favor de la compañía Dubai Ports World, pero no lograron convencer al senador Charles Schumer de su punto de vista durante la polémica desatada.

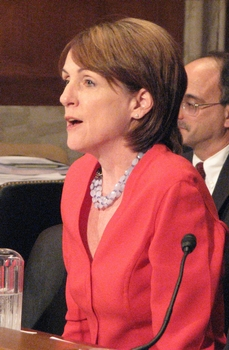
Browner declarando ante la Comisión de Medio Ambiente y Obras Públicas del Senado de los Estados Unidos en abril de 2007.

Browner se incorporó al consejo de la National Audubon Society en 2001 y fue nombrada presidenta en 2003; su mandato expiró en 2008. También integró el consejo de Alliance for Climate Protection, organización fundada por Gore en 2006. En 2008 integró el consejo de APX, Inc., compañía especializada en infraestructuras tecnológicas para los mercados de materias primas medioambientales, incluidos los de compensaciones de carbono y CDM Gold Standard. También formó parte del consejo fundador del Centro para el Progreso Estadounidense, así como de los consejos de Alliance for Climate Protection y League of Conservation Voters. Abandonó estos cargos a finales de 2008, cuando se le ofreció formar parte de la administración Obama. Hasta el verano de 2008 fue miembro de la Comisión para una Sociedad Mundial Sostenible de la Internacional Socialista, aunque en enero de 2009 seguía figurando en el sitio web de la comisión.
Sus ingresos en 2008 oscilaron entre 1 y 5 millones de dólares procedentes del grupo de presión Downey McGrath, del que su esposo era codirector. También declaró unos ingresos de 450 000 dólares en concepto de «distribución a miembros», además de jubilación y otros beneficios del Albright Group.
Browner mantuvo una voz política durante su carrera empresarial, describiendo la presidencia de George W. Bush como «la peor administración medioambiental de la historia», y definiendo el calentamiento global como «el mayor reto jamás afrontado por la humanidad». En las elecciones presidenciales de 2008, apoyó firmemente la candidatura demócrata de Hillary Clinton. Tras la derrota de esta última, Browner hizo campaña por Barack Obama en varios estados disputados y en eventos de la League of Conservation Voters.

## Directora de la Oficina de Política Energética y Cambio Climático de la Casa Blanca

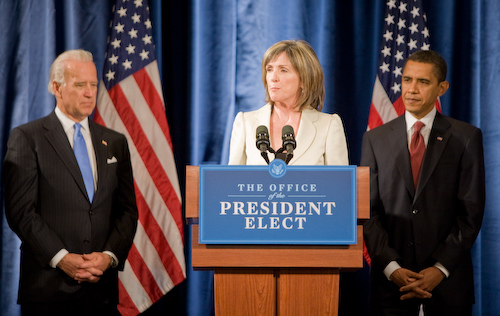
Browner en conferencia luego de su nombramiento como asesora el 15 de diciembre de 2008. Joe Biden (izquierda) y Barack Obama (derecha) la observan.

El 5 de noviembre de 2008 pasó a integrar el consejo asesor del Proyecto de Transición Obama-Biden. El 15 de diciembre del mismo año, el presidente electo Barack Obama la nombró Asistente Presidencial para Energía y Cambio Climático. Como Directora de la Oficina de Política Energética y Cambio Climático de la Casa Blanca, se encargó de coordinar asuntos medioambientales, energéticos, climáticos, de transporte y afines para el gobierno federal; fue durante esta época que empezó a ser llamada la «zarina de la energía» o la «zarina del clima». Su participación en la Comisión para una Sociedad Mundial Sostenible suscitó las críticas de algunos congresistas republicanos, aunque el equipo de transición de Obama defendió su actuar. En cualquier caso, su poder e influencia se basaban principalmente en la persuasión: «No tengo ninguna autoridad política independiente. No es como cuando estaba en la EPA y podía depender de la regulación». Su ayudante adjunta durante este periodo fue Heather Zichal, antigua directora legislativa del senador John Kerry.
En los primeros meses de la administración Obama tuvo una buena relación laboral con los miembros del Gabinete. Fue una negociadora clave entre la Administración y los fabricantes de automóviles en la formulación de las nuevas normas de emisiones de Estados Unidos en mayo de 2009, y también ofició como miembro del Grupo de Trabajo Presidencial sobre la Industria del Automóvil que colaboró con los fabricantes de automotores estadounidenses. Impulsó con éxito la incorporación de decenas de miles de millones de dólares para programas de energías renovables en la Ley de Recuperación y Reinversión de 2009, y fue una de las principales negociadoras con el Congreso del Programa de Tope y Comercio de Carbono de Estados Unidos, aparentemente más que el Secretario de Energía Steven Chu, además de insistir en su importancia a pesar de que el plan de salud de Obama era la principal prioridad legislativa en general. Aunque algunos ecologistas la consideraban «un enlace fundamental» con la Casa Blanca, en septiembre del mismo año los congresistas republicanos expresaron su preocupación por el hecho de que su cercanía con Obama hubiera usurpado poder a otras agencias. Tras la dimisión del consejero especial Van Jones, también se convirtió en blanco del comentarista de radio y televisión republicano Glenn Beck.

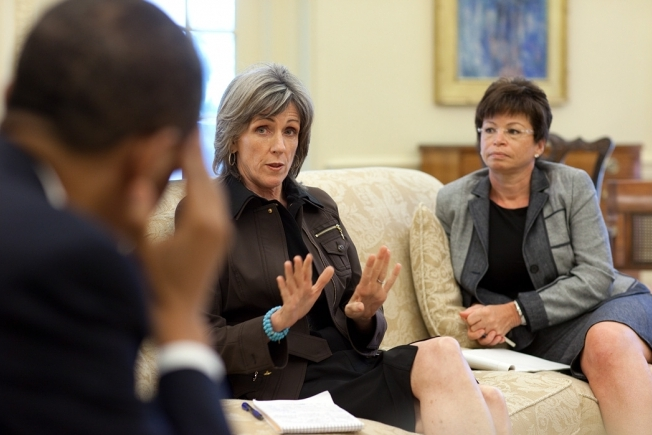
Browner con el presidente Obama y la Asesora Principal Valerie Jarrett discutiendo sobre el derrame de petróleo de BP el 1 de junio de 2010.

En octubre de 2009, Browner admitió que era improbable que el Congreso aprobara la legislación sobre límites máximos y comercio de emisiones antes de finales de año, y temía que su ausencia perjudicara las perspectivas de un acuerdo internacional significativo en la Conferencia de las Naciones Unidas sobre el Cambio Climático que se celebraría en Copenhague en diciembre. El mes siguiente moderó su preocupación, pero expresó su oposición a cualquier «fraccionamiento» del Congreso que separara las cuestiones energéticas de las climáticas. Los intentos de aprobar cualquier tipo de legislación climática fracasaron en julio de 2010 por falta de votos suficientes en el Senado; Browner compareció en nombre de la administración y manifestó: «Lógicamente, todo el mundo está decepcionado porque aún no tenemos un acuerdo sobre una legislación integral». Más tarde afirmó que citaría a Obama las líneas clave de una de las canciones más conocidas de The Rolling Stones: «No siempre puedes conseguir lo que quieres, pero obtienes lo que necesitas».
En 2010 se convirtió en una pieza clave del equipo de la administración encargado de gestionar el derrame de petróleo de BP Deepwater Horizon en el Golfo de México y en una de las figuras más visibles de la administración a la hora de hacer comentarios públicos al respecto. A finales de mayo del mismo año, calificó el derrame como «probablemente el mayor desastre medioambiental al que nos hemos enfrentado en este país» y afirmó que la Administración estaba «preparada para lo peor». Añadió: «creo que lo que el pueblo estadounidense necesita saber es que es posible que tengamos fugas de petróleo de este pozo hasta agosto, cuando los pozos de alivio estén terminados». Mike Allen, del periódico Politico, se refirió a su actuación durante la emergencia: «[La] tranquila y autoritaria presencia televisiva de Browner durante el derrame petrolero de BP la convirtió en una de las pocas funcionarias cuyo estatus se vio realzado tras el desastre del Golfo».
Con la llegada de los republicanos a la Cámara de Representantes tras las elecciones de 2010, las posibilidades de que se aprobara una legislación sobre el clima y la energía que encarnara los objetivos de Browner y de la Administración eran prácticamente nulas, y Obama lo reconoció de esa manera. A medida que se acercaban los dos primeros años de la Administración Obama y se producían varios cambios de personal, existía la posibilidad de que Browner fuera nombrada para otro cargo con responsabilidades más amplias, como el de Jefa Adjunta de Gabinete de la Casa Blanca. Sin embargo, esto nunca ocurrió.
En cambio, a finales de enero de 2011, funcionarios de la Casa Blanca revelaron que Browner dejaría su cargo en un futuro próximo. Sobre su inesperada decisión, declaró: «no hay nada que ocultar, simplemente era el momento de marcharme», y manifestó que se sentía «honrada de tener una segunda oportunidad de servir». Gene Karpinski, presidente de la League of Conservation Voters, se refirió a ella como una «tenaz defensora de nuestros temas» a la que «echaremos mucho de menos», mientras que un miembro del bufete de abogados y grupos de presión del sector energético Bracewell & Giuliani afirmó que la salida de Browner era un buen acontecimiento y que «su marcha puede formar parte de un esfuerzo legítimo por prestar cuidadosa atención a la resolución de algunos de los verdaderos obstáculos normativos que se interponen en el camino de la creación de empleo en Estados Unidos». Browner dejó la Casa Blanca en marzo de 2011; sus responsabilidades generales fueron asumidas por su segunda al mando, Heather Zichal, desde un puesto en el Consejo de Política Interior de Estados Unidos.
A finales de febrero de 2011, mientras Browner seguía en su cargo, la Cámara de Representantes votó a favor de eliminar por completo el cargo de Director de la Oficina de Política Energética y Cambio Climático. Aunque la medida formaba parte de un esfuerzo general para deshacerse de los «zares» de Obama, Browner fue un foco particular de la misma. El representante Steve Scalise, quien lideró la iniciativa, aseveró que Browner debería abandonar el cargo, y de paso su financiación. En el acuerdo de gasto federal de mediados de abril de 2011 que evitó un posible cierre del Gobierno, se eliminó de hecho la financiación para el cargo (al igual que otras tres funciones de «zar», la mayoría de las cuales estaban igualmente vacantes). Obama emitió una declaración firmada en la que protestaba por la medida y afirmaba que no la acataría, pero la cuestión era en gran medida discutible, ya que los puestos en cuestión, incluido el de Browner, ya se habían trasladado al Consejo de Política Interior.

## Cargos posteriores y actualidad
Browner se reincorporó al Centro para el Progreso Estadounidense en abril de 2011 como Miembro Senior Distinguido y formando parte del Comité Ejecutivo de la organización. También se reincorporó al bufete Albright, ahora conocido tras su fusión como Albright Stonebridge Group, como asesora principal, entre cuyas responsabilidades se incluía la prestación de servicios estratégicos a clientes en diversas áreas de impacto medioambiental. Siguió hablando públicamente de cuestiones medioambientales y se mostró «decepcionada» por la decisión de la Administración Obama de septiembre de 2011 de no endurecer los niveles de ozono a baja altitud en las Normas Nacionales de Calidad del Aire Ambiente.

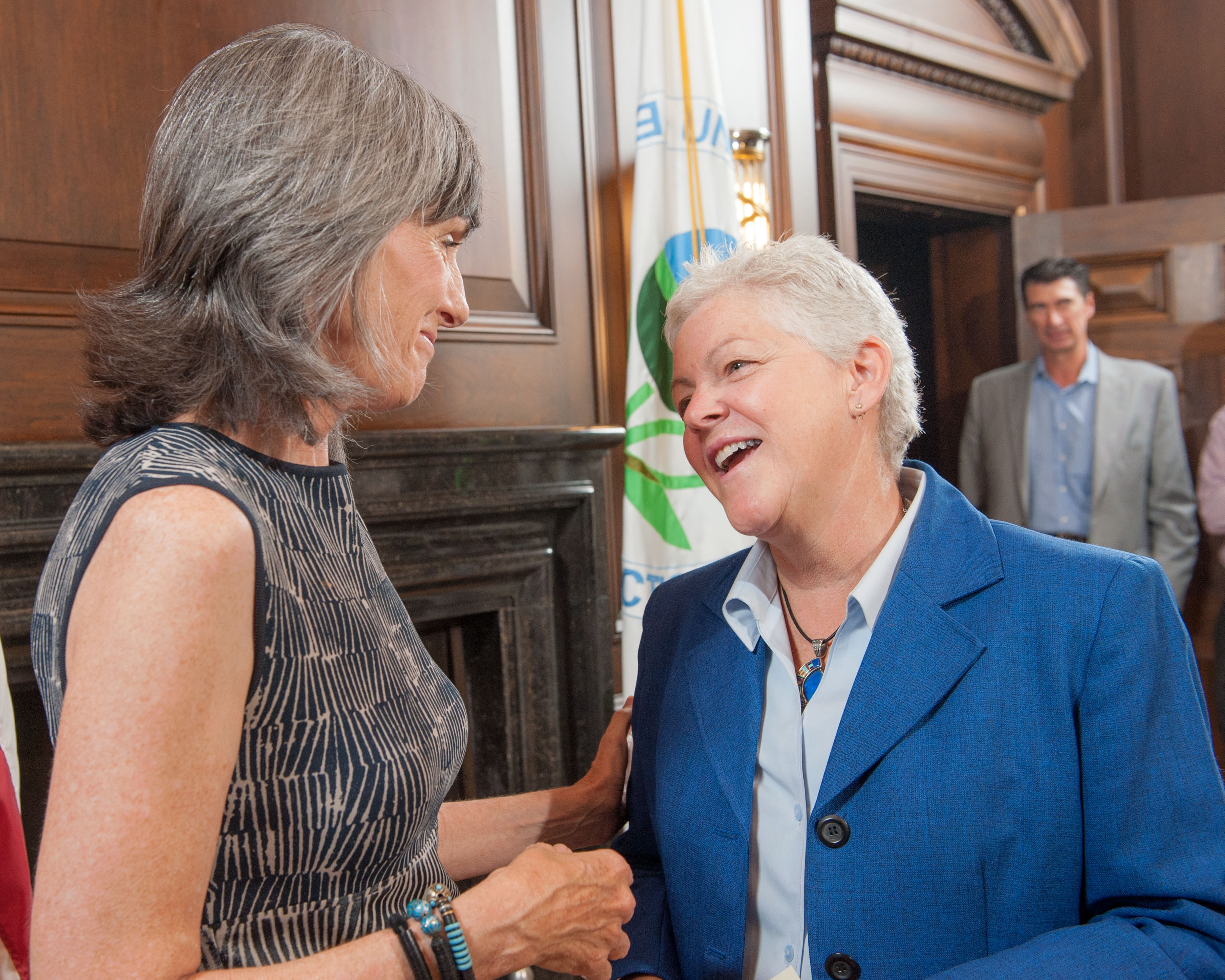
Browner con Gina McCarthy, administradora de la EPA (2013).

En julio de 2013 fue nombrada miembro del consejo de administración de Bunge Limited, una empresa agroalimentaria multinacional. En noviembre del mismo año integró el consejo asesor de Opower, un proveedor de software para el sector de los servicios públicos. En enero de 2014 se unió a la Comisión Mundial de los Océanos, una iniciativa para restaurar la salud y la productividad oceánicas, que publicó su informe final en 2016. En marzo de 2014 fue elegida presidenta de la junta directiva de la League of Conservation Voters.
En abril de 2014 se unió al Consejo de Liderazgo de Nuclear Matters, un grupo respaldado por la industria que defiende la energía nuclear como medio para combatir el cambio climático. Afirmó al respecto: «No podemos quitar de la mesa una fuente de energía libre de carbono», y reconoció que, mirándose a sí misma veinte años antes, probablemente estaría en contra de esta iniciativa, pero enfatizó en que «el cambio climático es el mayor problema al que se ha enfrentado el mundo, y sería sencillamente irresponsable no considerar la energía nuclear como parte de la solución».
Browner expresó su alarma por los efectos que el nuevo responsable de la EPA, Scott Pruitt, había tenido en la agencia. Dijo que mientras que la presidencia de George W. Bush había tratado a la EPA con «una especie de negligencia benigna», en contraste, la administración de Bajo Pruitt se encargó de «derribarla a conciencia». Se mostró especialmente preocupada por la dificultad de revertir los recortes presupuestarios y por el hecho de que una derogación completa con éxito del Plan de Energía Limpia del segundo mandato de Obama podría retrasar el esfuerzo por reanudar la lucha contra el calentamiento global causado por el hombre unos «veinte o treinta años». Tampoco creyó que la sustitución de Pruitt por Andrew R. Wheeler haya mejorado nada en la agencia, y manifestó que las acciones de dicha administración eran «peor que decepcionantes».
En 2019 se había vinculado a la empresa de motonetas eléctricas Lime como asesora de sostenibilidad. Manifestó que su papel en la compañía era asegurar que un plan de reducción de carbono incluyera a la micromovilidad. En referencia a la propuesta de Green New Deal de principios de 2019, afirmó: «La ciencia es clara: el tiempo no es nuestro amigo aquí. Así que tengo que decir que estoy tan entusiasmada con este proyecto como lo he estado con cualquier iniciativa en el espacio medioambiental en mucho tiempo».
Se unió al bufete de abogados Covington & Burling en septiembre de 2021, en el cargo de Consejera Senior en la Práctica Ambiental, Social y de Gobernanza de la firma, como parte de una tendencia en la que las preocupaciones relacionadas con los criterios ESG se vuelven importantes para los clientes corporativos.

## Premios y reconocimientos
En abril de 1997, Browner recibió el Premio a la Madre Sobresaliente del Año del Comité Nacional del Día de la Madre «por su dedicación a proporcionar a los niños un mundo más seguro y saludable». En septiembre de 1997 fue reconocida como una de las 47 Alumnas Distinguidas de la Universidad de la Florida. También ha sido galardonada con el Premio a la Mujer del Año de la revista Glamour, el Premio al Defensor de los Niños de la Asociación de Pediatría Ambulatoria, el Premio Guy M. Bradley a la Trayectoria de la Sección Sur de Florida de la Sociedad Audubon y el Premio a la Trayectoria Medioambiental del Colegio de Abogados del Estado de Nueva York. En 1998 recibió el Premio Hammer del Vicepresidente Gore por contribuir a que el gobierno «cueste menos y funcione mejor». En el año 2000 obtuvo el Premio Presidencial de la American Lung Association por su liderazgo en «la salvaguardia de la salud pública de las amenazas que plantea la contaminación atmosférica».